# (35186) 1993 VV1
1993 في في 1 (ويعرف أيضًا باسم (35186) 1993 في في 1 وفق تسمية الكوكب الصغير) (بالإنجليزية: 1993 VV1)‏ هو كويكب ضمن حزام الكويكبات؛ وترتيبه 35186 من حيث الاكتشاف.
اكتُشف هذا الجُرم الفلكي بواسطة هيروشي كانيدا في 11 نوفمبر 1993.

## وصلات خارجية
- (35186) 1993 VV1 في قاعدة بيانات مختبر الدفع النفاث لأجرام النظام الشمسي الصغيرة

- الاكتشاف · مخطط المدار ·  العناصر المدارية · المعلمات المادية

- (35186) 1993 VV1 على موقع ويكي سكاي: DSS2, SDSS, GALEX, IRAS, Hydrogen α, X-Ray, Astrophoto, Sky Map, Articles and images